# Cookeville
Cookeville é uma cidade localizada no estado norte-americano de Tennessee, no Condado de Putnam.

## Demografia
Segundo o censo norte-americano de 2000, a sua população era de 23.923 habitantes.
Em 2006, foi estimada uma população de 28.340, um aumento de 4417 (18.5%).

## Geografia
De acordo com o United States Census Bureau tem uma área de
57,0 km², dos quais 56,6 km² cobertos por terra e 0,4 km² cobertos por água.

## Localidades na vizinhança
O diagrama seguinte representa as localidades num raio de 28 km ao redor de Cookeville.